# Селце (област Стара Загора)
Вижте пояснителната страница за други значения на Селце.
Селце е село в Централна България. То се намира в община Мъглиж, област Стара Загора.

## География
Село Селце се намира в планински район, на 14 км от гр. Мъглиж, и на 40 км от Стара Загора. Достига се до селото по асфалтиран път. По стар римски път се достига до хижа „Българка“ и природната забележителност „Виканата скала“, намираща се на около 12 км северно от селото.

## Културни и природни забележителности
През селото минава река Селченска. Реката е златоносна и се посещава от любители златотърсачи.

## Отдих и туризъм
Етно комплекс „Канарата“ е построен в село Селце през 2013 г. по европейска програма за развитие на селския туризъм. Комплексът се състои от три къщи за гости с леглова база за 40 души, бистро, в което се предлага традиционна кухня, рибарник с жива риба и открит басейн. Комплекс „Канарата“ е туристическа атракция за региона и се посещава от български и чуждестранни туристи.
В селото има няколко къщи за гости – „Елите“, „Къщи Селце“, „Дядо Стоян“, и др. Има почивни бази на Горско стопанство „Стара Загора“, и на ловно-рибарското дружество – вила „Марио“.